# Ислам, Харун
Харун Ислам (англ. Haroon Islam) — подполковник пакистанского спецназа, который руководил штурмом Красной мечети и был убит на шестой день сражения.

## Гибель
Подполковник Харун Ислам, командир Группы специального назначения, был убит во время операции сил безопасности по зачистке мечети от боевиков. Его застрелили, когда он пытался сделать отверстие в стене мечети, чтобы дать заложникам шанс спастись. Об этом сообщил военный представитель пакистанской армии, генерал-майор Вахид Аршад.

## Память
Премьер-министр Шаукат Азиз навестил вдову подполковника Харуна Ислама, который был убит во время штурма мечети. Согласно официальным данным, помимо жены присутствовал брат подполковника (майор Эхтишам Ислам), его двоюродные братья Аднан аль-Башир и Имран Башир, а также его тёща. У Харуна Ислама осталось две дочери.